# 公務員

OECD各国の雇用者における一般政府部門の割合

公務員（こうむいん、英: public servant, civil servant）は、国および地方自治体、国際機関等の公務、すなわち公共サービスを執行する職員のこと。または、その身分のこと。
現代も使用されている公務員という用語は、従来より普通に用いられたものではなく、日本の明治時代が始まりとされる。1901年（明治34年）からの第16回帝国議会 において、刑法改正案が提出され、この草案の第7條において「公務員と称するものは、官吏・公吏・法令により公務に従事する議員・職員・その他職員」と定義された。以降、それまで漠然と用いられていた官職でなく、より明確な意味の公務員が使用されるようになる。日本国での
公務員は、市、県、国立の学校の教員、内閣総理大臣やその他大臣、国会議員（参議院議員、衆議院議員の両議院議員）、裁判官などの人。

## 各国の公務員

### 日本
日本の公務員は国家公務員と地方公務員に分けられる。
日本経済の回復によって失業率が低下し、2017年度の日本国家公務員総合職試験では志願者が前年度比で6%減少している。そのため、特に高い青年層への失業対策で公務員を増やそうとしている韓国から羨む声がある。
公務員の告発義務（刑事訴訟法第239条）は2010年の判例により緩和された。

### アメリカ合衆国
アメリカ合衆国の公務員は連邦政府の公務員、州政府の公務員、郡・市等の公務員に区分される。アメリカ合衆国の人事行政機関は、人事管理庁、メリットシステム保護委員会、連邦労使関係院、政府倫理庁、特別検察官局である。
公務員の採用は原則として空席が生じたときに個別に応募を行い個別の採用審査で採用される。

### ドイツ
ドイツでは公務員は連邦政府の公務員、州政府の公務員、市町村等の公務員、社会保険機関の公務員に区分される。ドイツの人事行政機関は、連邦内務省、連邦人事委員会である。
公務員の採用は欠員の状況に応じて省庁別に採用試験が実施される。

### フランス
フランスでは公務員は国家公務員、地方公務員、国公立医療機関職員に区分される。フランスの人事行政機関は行政公務員総局などである。
公務員の採用は職員群別に採用試験が実施される。

### イギリス
イギリスでは公務員は、国王陛下の公務員（HM Civil Service）、地方公務員、公営企業体職員に区分される。イギリスの人事行政機関は内閣府、人事委員会である。
王国公務員はイギリス議会ではなく英国王室の職員と見なされ、イギリスの国有資産のために雇用され、首相を兼ねる国家公務員担当大臣が定める公務員規定（Civil Service Management Code）に基づいて勤務するが、2021年3月末の時点で484,880人が存在する。なお閣僚から政治的に任命されたイギリス軍職員や、警察、地方自治体の職員は王国公務員には含まれない。
公務員の採用は原則として空席が生じたときに個別に公募または採用試験を実施する。

### ロシア
ロシアにおける公務員は他国に比べて給与が少ないが、公務員のみの特権を有することができる。公務員は住宅を得るための補償を受けたり公務員住宅を一度限りだが私有地化することができる。
ソ連崩壊後、ロシア国内の公務員の数は3倍以上に増加した。

## 国際機関の公務員
国際機関の職員は国際公務員という。

## 公務員人気と景気
公務員人気と国内景気には密接な関係がある。公務員は不景気に急激に人気が高まり、志願者数が増えて倍率が高くなる。例として、中国では景気低迷を背景に労働市場が不安定化し、若者は深刻な就職難に直面している。2025年度国家公務員試験には過去最多の希望者が340万人超を記録し、採用枠に対する平均倍率は約86倍の競争になった 。逆に不景気ではないほどライバルである民間企業、特に大手民間企業の新卒給与のが高い事で倍率が落ちる。2024年度には都庁職員試験を受けてた層の希望先が大手民間企業へと移っており、倍率は前年度比0.8ポイントも下がった1.6倍となっている。

### 氷河期支援目的の公務員採用事業
日本では2019年の安倍内閣による「就職氷河期世代支援に関する行動計画2019」にもとづき、2020年度から日本政府と地方公共団体は新卒就活時に日本国内が不景気で採用抑制の煽りをうけた就職氷河期世代のみを対象とした公務員採用に取り組んでいる。2020年度以降から国家公務員で毎年150人以上を就職氷河期世代から採用することを目標に掲げたが、3年間で目標超えの500人以上が採用された。地方公務員でと2020年度～2021年度で7,000人以上。就職氷河期世代からを採用された。日本政府は2023年度からの2年間を就職氷河期世代支援の「第2ステージ」と位置づけ、引き続き支援策を講じると発表している。